# Montes Daunos
Los Montes Daunos (en italiano, Monti Dauni), también llamados Subapeninos Daunos (Subappennino Dauno) o Montes de la Daunia (Monti della Daunia) son una cordillera de la Italia meridional. Constituye la prolongación oriental de los Apeninos samnitas. Ocupan el borde oriental de Capitanata y la frontera de Apulia con Molise y Campania. Toman su nombre de la antigua tribu itálica de los daunos.
Limitan por el norte con el valle del Fortore, por el este con la llanura Tavoliere delle Puglie, por el sur con el valle superior del Ofanto. La cadena está formada por terrenos de arenisca, y es la fuente de varios arroyos que atraviesan la Tavoliere para desembocar en el mar Adriático. El pico más alto es el Monte Cornacchia, con 1.152 m.
Históricamente, esta zona de los montes Daunos ha sufrido una sustancial despoblación en las últimas décadas, debido a su relativo aislamiento. Abarca veintiún municipios, todos en la provincia de Foggia que forman dos comunidades montanas: Comunità Montana dei Monti Dauni Settentrionali , con sede en Casalnuovo Monterotaro, y la Comunità Montana dei Monti Dauni Meridionali, en Bovino.

## Picos más altos
| Monte             | Altura  |
| ----------------- | ------- |
| Monte Cornacchia  | 1.152 m |
| Monte Saraceno    | 1.145 m |
| Monte Crispignano | 1.105 m |
| Toppo Pescara     | 1.078 m |
| Monte Sidone      | 1.061 m |
| Monte Vento       | 1.056 m |
| Monte Pagliarone  | 1.030 m |
| Monte Tre Titoli  | 1.030 m |
| Monte San Vito    | 1.015 m |
| Monte Stillo      | 1.010 m |